# Broeder André

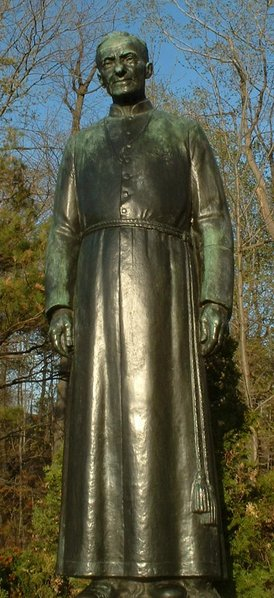
Standbeeld in Montréal

De heilige Broeder André, eigennaam Alfred Bessette (Québec, 9 april 1846 – Montréal, 6 januari 1937) trad in 1871 in bij de Congregatie van het Heilig Kruis en werd portier, boodschapper en misdienaar in het Notre Dame College in Montréal.
Broeder André legde een bijzondere verering voor de Heilige Jozef aan de dag. Eens smeerde hij wat vet van het kaarsje voor de Heilige Jozef op een wonde van een zieke. De wonde genas, het verhaal over de wonderbroeder deed de ronde en vele zieken vonden de weg naar Notre Dame. Broeder André bouwde een kapelletje en nadien een kerk ter ere van Jozef, het Oratorium van de Heilige Jozef van de Mont-Royal bij Montréal. Bij zijn begrafenis in 1937 kwamen meer dan een miljoen mensen bijeen.
Broeder André werd op 23 mei 1982 door paus Johannes Paulus II zalig verklaard. Zijn feestdag is op 6 januari. Paus Benedictus XVI verklaarde hem heilig op 17 oktober 2010.